# ジャニーズWESTの男前をめざせ!
『ジャニーズWESTの男前をめざせ!』（ジャニーズウエストのおとこまえをめざせ）は、朝日放送ラジオ（ABCラジオ）で2006年10月7日から放送されていた事前収録番組。放送開始から2014年3月28日までは『関ジャニの男前を目指せ!』（かんジャニのおとこまえをめざせ）のタイトルで放送していた。2014年4月4日からは現在のタイトルで放送。

## 概要
番組は「真夜中の私立男前高校」という設定。
番組開始当初は担任役として関ジャニ∞の村上信五がMCを務め、生徒役として週替わりで関西ジャニーズJr.から数名登場してトークをしていた。
2007年10月27日の放送を以て村上が番組を卒業し、後任を生徒会長役の中田大智が務め、そのサポート係を書記役の桐山照史が務めた。2010年から桐山は書記役から副会長役となった。
2011年4月に中田が番組を卒業。桐山が担任役となり、関西ジャニーズJr.のユニット7 WESTの重岡大毅、小瀧望、藤井流星、神山智洋からランダムに二人が出演する形式に変更された。
2014年4月からは、出演メンバーがジャニーズWESTとしてのデビューが決定したことに伴い、番組名が「ジャニーズWESTの男前をめざせ!
」に変更され、司会は桐山照史のまま続行され（担任役という設定はなくなった）、ジャニーズWESTのメンバーで今まで出演していなかった中間淳太、濵田崇裕もレギュラーに加わり出演するようになった。
2021年9月24日をもって終了する。

## 放送形態の変遷
2006年10月から2008年3月までは、深夜番組『ABCミュージックパラダイス』土曜日の内包コーナーとして、24:05頃から10分間放送していた。2008年4月から2008年9月までは、30分の独立番組として、毎週金曜日の24:30 - 25:00に放送。2008年10月から2009年6月までは『ABCミュージックパラダイス』金曜日、2009年7月から2012年6月までは金曜日限定の後継番組『ミューパラアグレッシブ』のそれぞれ23時台に内包されていた。『ミューパラアグレッシブ』終了後の2012年7月以降も、後番組『ガチ・キン』の内包コーナーとして放送を続けている。

## 関連番組
- ABCミュージックパラダイス